# Ҏ
Ҏ (en minúscula: ҏ; cursiva: Ҏ ҏ) es una letra del alfabeto cirílico. Su forma deriva de la letra cirílica Р pero se diferencia de esta por añadir una pequeña línea a al parte redondeada de la letra.
Es utilizada en el alfabeto del idioma sami kildin, donde    representa el vibrante múltiple alveolar sordo //r̥//.

## Códigos de computación
| Vista general               | Ҏ                                    | Ҏ                                    | ҏ                                  | ҏ                                  |
| --------------------------- | ------------------------------------ | ------------------------------------ | ---------------------------------- | ---------------------------------- |
| Nombre Unicode              | CYRILLIC CAPITAL LETTER ER WITH TICK | CYRILLIC CAPITAL LETTER ER WITH TICK | CYRILLIC SMALL LETTER ER WITH TICK | CYRILLIC SMALL LETTER ER WITH TICK |
| Codificaciones              | decimal                              | hexadecimal                          | decimal                            | hexadecimal                        |
| Unicode                     | 1166                                 | U+048E                               | 1167                               | U+048F                             |
| UTF-8                       | 210 142                              | D2 8E                                | 210 143                            | D2 8F                              |
| Numeric character reference | &#1166;                              | &#x48E;                              | &#1167;                            | &#x48F;                            |